# Fingerlängenverhältnis

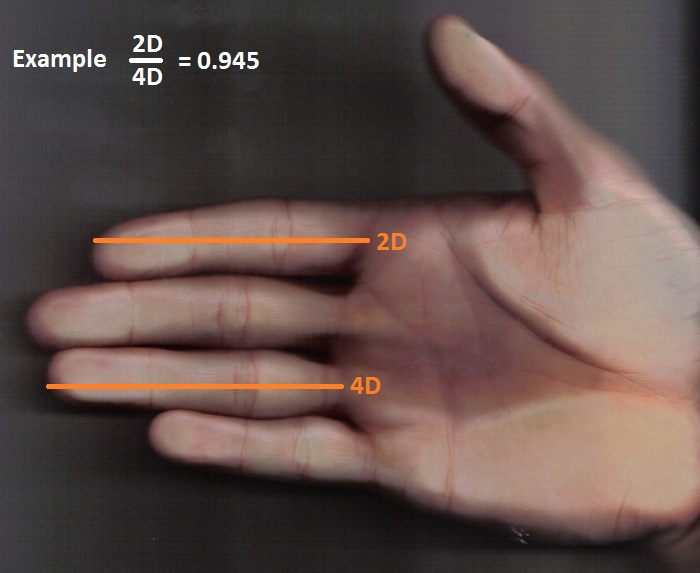
Ein kleines 2D:4D korreliert mit einem relativ hohen fetalen Testosteronspiegel.

Fingerlängenverhältnis bezeichnet das Verhältnis der Länge des Zeigefingers zur Länge des Ringfingers und wird daher auch 2D:4D (D für digitus, lateinisch für ‚Finger‘, ‚Zehe‘) genannt. Das Fingerlängenverhältnis korreliert mit dem Verhältnis von fetalem Estradiol- zu fetalem Testosteronspiegel. Das 2D:4D-Längenverhältnis bleibt ein Leben lang konstant.

## Physiologische Auswirkungen bzw. Korrelationen
Korrelative Studien zeigen einen Zusammenhang zwischen dem Fingerlängenverhältnis und fetalem Wachstum, Händigkeit, Autismus, Asperger-Syndrom, Spermienzahl, Familiengröße, Alter beim Herzinfarkt bei Männern und Brustkrebs bei Frauen sowie Rechtschreibschwäche. Weiterhin wurde eine Korrelation von Alkoholabhängigkeit sowie abhängigem Videospielen mit kleinerem 2D:4D-Fingerlängenverhältnis beobachtet. Eine Fragebogen-Studie mit 134 österreichischen Berufsfeuerwehrleuten konstatierte: „Je maskuliner die Ausprägung des Fingerlängenverhältnisses ist, […] desto mehr strebt der Feuerwehrmann grundsätzlich nach riskantem Verhalten“.

## Fingerlängenverhältnis im Sport
Da ein hohes natürliches Testosteronniveau ein Biomarker für sportliche Leistungsfähigkeit und Talent in Kraft-/Schnellkraftsportarten ist, wird systematisch nach solchen Personen gesucht. Ein Beispiel ist Tennis, bei dem es als Talentkriterium identifiziert wurde.

## Verteilung

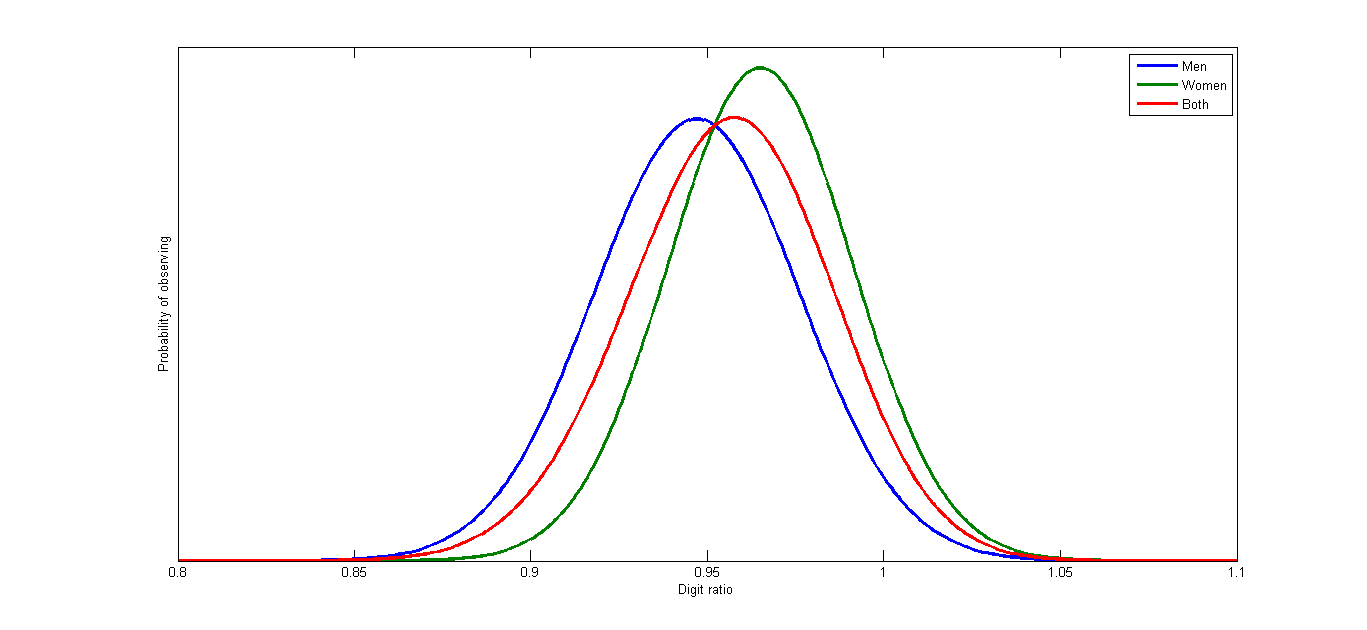
Eine Visualisierung der Verteilung: Männer (blau), Frauen (grün) und die gesamte Bevölkerung (rot), basierend auf einer Untersuchung der University of Alberta

Aus einer Studie von 136 Männern und 137 Frauen an der University of Alberta:
- Männer: Mittelwert 0,947, Standardabweichung 0,029
- Frauen: Mittelwert 0,965, Standardabweichung 0,026

Unter der Annahme einer Normalverteilung führt das zu 95 % Vorhersageintervallen für das 2D:4D-Verhältnis von 0,889–1,005 für Männer und 0,913–1,017 für Frauen.
Aus einer Studie aus dem Jahr 2018 von 249 Doktoranden und Diplomanden von der Warwick University, nach Geschlecht proportional ausgeglichen:
- Männer: Mittelwert 0,951, Standardabweichung 0,035
- Frauen: Mittelwert 0,968, Standardabweichung 0,028